# Rừng Trần Hưng Đạo
Rừng Trần Hưng Đạo là khu rừng nằm dưới chân núi Slam Cao thuộc hai xã Tam Kim, Hoa Thám, huyện Nguyên Bình tỉnh Cao Bằng, nằm ở phía Tây Nam và cách thành phố Cao Bằng khoảng 50 km. Khu rừng hiện được công nhận là Di tích quốc gia đặc biệt này là nơi từng diễn ra sự kiện thành lập Đội Việt Nam Tuyên truyền Giải phóng quân, tiền thân của Quân đội Nhân dân Việt Nam vào ngày 22 tháng 12 năm 1944.

## Đặc điểm
Rừng Trần Hưng Đạo nằm dưới chân đỉnh Slam Cao, ngọn núi cao nhất trong dãy núi Dền Sinh, Khau Giáng/Áng. Từ nhà bia trung tâm khu di tích lên đỉnh Slam Cao là lối đi gồm 505 bậc đá. Đỉnh núi có khuôn viên cho du khách nghỉ ngơi, nơi dựng cột cờ và tấm bia ghi dấu địa điểm từng đặt đài quan sát, theo dõi đồn Phay Khắt của Đội Việt Nam Tuyên truyền Giải phóng quân.
Nơi đây vẫn giữ được cảnh quan của rừng nguyên sinh nhiệt đới với vẻ hoang sơ; khí hậu mát mẻ quanh năm, nền nhiệt trung bình hàng năm chỉ khoảng 15-20 độ C; nhiều cây cổ thụ, trong đó có cây sấu trên 300 năm tuổi được công nhận là cây di sản Việt Nam.
Các di tích lịch sử cách mạng trong khu rừng hiện có nhà bia tưởng niệm; dãy lán nghỉ và bếp ăn được tái hiện của Đội Việt Nam Tuyên truyền Giải phóng quân 70 năm trước cách trung tâm nhà bia khoảng 30 mét; bức phù điêu bằng đá xanh nguyên khối trước lối vào khu rừng; nhà trưng bày xây dựng theo kiểu nhà sàn hai tầng trưng bày các hiện vật quý như lá cờ đỏ sao vàng được nhân dân xã Tam Kim giương cao trong cuộc mít tinh ở Lũng Chí, Hoa Thám năm 1942, các vật dụng sinh hoạt của đồng bào dùng để đùm bọc anh Văn-Đại tướng Võ Nguyên Giáp.
Mỗi năm khu rừng và các di tích liên quan thu hút hàng ngàn lượt du khách trong và ngoài nước đến tham quan, du lịch sinh thái, nghiên cứu, hành hương về nguồn.

## Lịch sử
Tháng 12 năm 1944, Hồ Chí Minh ra chỉ thị thành lập Đội Việt Nam Tuyên truyền Giải phóng quân, lấy chính trị trọng hơn quân sự nhưng có tiền đồ vẻ vang... là khởi điểm của giải phóng quân.
Ngày 22 tháng 12 năm 1944 tại khu rừng Trần Hưng Đạo, Võ Nguyên Giáp tuyên bố chỉ thị thành lập Đội Việt Nam Tuyên truyền Giải phóng quân, tiền thân của Quân đội Nhân dân Việt Nam hiện nay, với 34 chiến sĩ trong đó có 25 chiến sĩ con em các dân tộc Cao Bằng. Ông đặt tên Đội là "Trung đội Trần Hưng Đạo" theo tên gọi của vị anh hùng dân tộc Việt Nam Trần Hưng Đạo. Khu rừng cũng được mang tên rừng Trần Hưng Đạo kể từ ngày đó.
Năm 1994, nhân kỷ niệm 50 năm ngày thành lập Quân đội nhân dân Việt Nam, một nhà bia tưởng niệm 34 chiến sĩ tiên phong của Quân đội nhân dân Việt Nam được xây dựng tại trung tâm khu di tích lịch sử rừng Trần Hưng Đạo. Tấm bia đá hình chữ nhật dựng đứng 4 mặt màu nâu sẫm khắc toàn văn bản Chỉ thị thành lập Đội Việt Nam tuyên truyền giải phóng quân của Chủ tịch Hồ Chí Minh; 10 lời thề danh dự của Đội do Người trực tiếp biên soạn; Lễ thành lập Đội Việt Nam tuyên truyền giải phóng quân; danh sách 34 chiến sĩ tiên phong của Đội. Cũng trong năm này, khu rừng đón Đại tướng Võ Nguyên Giáp về thăm lại căn cứ địa cách mạng Cao Bằng và đồng bào các dân tộc huyện Nguyên Bình.
Năm 2004, nhân kỷ niệm 60 năm ngày thành lập Quân đội Nhân dân Việt Nam, bức phù điêu bằng đá xanh nguyên khối do Bộ Quốc phòng Quân đội Nhân dân Việt Nam đứng ra xây dựng trước lối vào rừng Trần Hưng Đạo ghi lại thời khắc lịch sử Lễ tuyên bố thành lập Đội Việt Nam tuyên truyền giải phóng quân. Trên phù điêu khắc chạm nổi Đại tướng Võ Nguyên Giáp đứng trước hàng quân.
Năm 2014, nhân kỷ niệm 70 năm ngày thành lập Quân đội nhân dân Việt Nam và 25 năm ngày hội quốc phòng toàn dân, khu rừng Trần Hưng Đạo được công nhận là Di tích quốc gia đặc biệt của Việt Nam.